# Laura Linney
Laura Linney (sinh ngày 5 tháng 2 năm 1964) là nữ diễn viên và ca sĩ người Mỹ. Cô đã nhận được một số giải thưởng, bao gồm hai giải Quả cầu vàng và bốn giải Primetime Emmy. Cô cũng đã được ba đề cử giải Oscar và bốn đề cử giải Tony

## Cuộc sống đầu đời và giáo dục
Laura Leggett Linney sinh ngày 5 tháng 2 năm 1964 ở Manhattan. Mẹ cô, Miriam Anderson "Ann" Perse (née Leggett), là một y tá làm việc tại Trung tâm Ung thư Memorial Sloan Kettering và cha cô, Romulus Zachariah Linney IV (1930-2011), là một nhà viết kịch nổi tiếng và cũng là giáo sư. Linney lớn lên trong một gia đình căn bản, cô sống với mẹ trong một căn hộ một phòng ngủ nhỏ. Cô có một người chị cùng em, Susan, từ cuộc hôn nhân thứ hai của cha cô.
Linney tốt nghiệp Trường Northfield Mount Hermon vào năm 1982, một trường dự bị ưu tú ở New England, hiện cô là chủ tịch của Hội đồng tư vấn nghệ thuật. Sau đó, cô theo học Đại học Northwestern trước khi chuyển sang Đại học Brown, nơi cô học diễn xuất với Jim Barnhill và John Emigh và phục vụ trong hội đồng sản xuất, nhóm kịch sinh viên của trường. Trong năm cuối của cô tại Brown, cô biểu diễn trong một vở kịch của cha cô là Lady Ada Lovelace của nhà sản xuất Childe Byron, một vở kịch trong đó nhà thơ Lord Byron có mối quan hệ xa vời với cô con gái Ada. Linney tốt nghiệp trường Brown vào năm 1986. Cô tiếp tục học tại trường Juilliard với tư cách là thành viên của Nhóm 19 (1986–90), bao gồm cả Jeanne Tripplehorn. Cô đã nhận được bằng Tiến sĩ Mỹ thuật danh dự từ Juilliard khi cô gửi địa chỉ bắt đầu của trường vào năm 2009.

## Sự nghiệp diễn xuất

### Điện ảnh

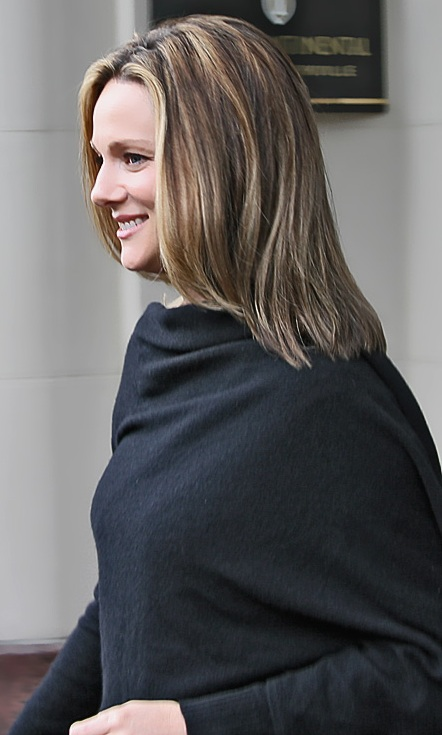
Linney tại liên hoan phim quốc tế Toronto năm 2007

Linney xuất hiện lần đầu trong các vai diễn nhỏ trong một vài bộ phim đầu thập niên 1990, bao gồm Lorenzo's Oil (1992) và Dave (1993), trước khi trở nên nổi bật trong các phim truyền hình Tales of the City vào năm 1993. [3] Sau đó, cô tham gia vào một loạt các phim kinh dị kinh phí cao, bao gồm Congo (1995), Primal Fear (1996) và Absolute Power (1997). Cô đã thực hiện bước đột phá ở Hollywood của mình vào năm 1998, được đánh giá cao khi đóng vai vợ của Jim Carrey trong The Truman Show. Linney được đề cử giải Oscar cho nữ diễn viên chính xuất sắc nhất cho vai diễn trong bộ phim năm 2000 You Can Count On Me. Cùng năm đó, cô cũng xuất hiện trong vai một người mẫu trong một bộ phim kinh phí thấp Maze with Rob Morrow. Năm 2003, Linney xuất hiện trong một số bộ phim nổi tiếng, trong đó có The Life of David Gale, Love Actually và Mystic River. Bộ phim thứ hai đã giành được đề cử giải BAFTA cho nữ diễn viên phụ xuất sắc nhất. Diễn xuất năm 2004 của cô ở Kinsey, một lần nữa là vợ của nhân vật chính, được đề cử giải Oscar cho nữ diễn viên phụ xuất sắc nhất. [3] Năm 2005, Linney đóng vai chính trong bộ phim kinh dị The Exorcism of Emily Rose và bộ phim hài The Squid and the Whale. Với vai diễn thứ hai, cô nhận được đề cử giải Quả cầu vàng cho nữ diễn viên phim ca nhạc hoặc phim hài xuất sắc nhất. Năm 2006, Linney xuất hiện trong bộ phim hài châm biếm chính trị Man of the Year, phim hài Driving Lessons (với sự tham gia của Rupert Grint), và bộ phim truyền hình Úc Jindabyne của đạo diễn Ray Lawrence. Jindabyne được dựa trên câu chuyện ngắn của Sover So Much Water so Close to Home. Năm 2007, Linney xuất hiện trong bộ phim kinh dị gián điệp Breach, bộ phim hài The Nanny Diaries đóng cặp với Scarlett Johansson và Chris Evans, dựa trên cuốn sách của Emma McLaughlin và Nicola Kraus, và The Savages với Philip Seymour Hoffman. Cô đã nhận được đề cử giải Oscar lần thứ ba cho The Savages, ở hạng mục Nữ diễn viên chính xuất sắc nhất. Năm 2008, Linney đóng vai chính trong The Other Man, cùng với Liam Neeson, người mà cô đã đóng cặp trong Kinsey và Love Actually, và Antonio Banderas. Năm 2012, cô đóng vai chính với Bill Murray trong phim in Hyde Park on Hudson. Trong năm 2016, cô đóng vai chính trong Teenage Mutant Ninja Turtles: Out of the Shadows. Cô sẽ tham gia cùng với Chris Pratt, Naomi Watts, Mira Sorvino, Rebecca Hall, Hailee Steinfeld, Nicolas Cage, Eddie Redmayne, Jordana Brewster và Toni Garrn trong Callander Square.

### Truyền hình
Linney đóng vai Mary Ann Singleton trong bộ phim truyền hình chuyển thể từ sách Tales of the City của Armistead Maupin (1993, 1998, và 2001). Cô đã giành giải Emmy đầu tiên vào năm 2002 ở hạng mục "Nữ diễn viên chính trong series ngắn hoặc phim truyền hình xuất sắc nhất" ch vai diễn trong phim Wild Iris. Năm 2004, cô giành được giải Emmy thứ hai ở hạng mục "Nữ diễn viên khách mời xuất sắc nhất- Loạt phim hài", cho vai diễn lặp lại của cô với tư cách là mối quan tâm tình yêu cuối cùng của Frasier Crane trong bộ phim truyền hình Frasier. Năm 2008, cô giành được giải Emmy trong hạng mục "Nữ diễn viên chính xuất sắc trong phim truyền hình hay phim" cho vai diễn Abigail Adams, vợ của tổng thống thứ hai của Hoa Kỳ, trong các phim truyền hình HBO John Adams. Vào tháng 10 năm 1994, Linney đóng vai chính trong một tập phim của Law & Order (tập "Blue Bamboo") là Martha Bowen. Cô đóng vai một ca sĩ tóc vàng người Mỹ đã tuyên bố thành công "hội chứng người phụ nữ bị đánh đập" như một biện pháp phòng thủ cho việc giết hại một doanh nhân Nhật Bản. Linney trở lại truyền hình hàng loạt với tư cách là nữ diễn viên và nhà sản xuất điều hành trong loạt phim nửa giờ của Showtime về ung thư, The Big C, ra mắt vào giữa năm 2010. Cô đóng vai một người vợ và người mẹ ngoại thành, những người khám phá những thăng trầm về cảm xúc của bệnh ung thư, và những thay đổi nó mang lại cho cuộc sống của cô và ý thức của cô về cô là ai. Cô đã giành được giải Quả cầu vàng cho buổi biểu diễn của mình vào tháng 1 năm 2011. Từ năm 2009, Linney đã từng là chủ nhà của loạt phim truyền hình PBS Masterpiece Classic. Năm 2017, cô bắt đầu đóng vai Wendy Byrde cùng với Jason Bateman, trong bộ phim truyền hình tội phạm Netflix Ozark